# Medaglia dell'Indipendenza delle Figi
La medaglia dell'indipendenza delle Figi fu una medaglia autorizzata nella coniazione dalla regina Elisabetta II del Regno Unito in occasione dell'ottenimento dell'indipendenza delle Figi all'interno dell Commonwealth britannico. La medaglia era destinata a membri delle forze armate, polizia, polizia penitenziaria ed aviazione, nonché guardie forestali entrati in servizio dal 10 ottobre 1970, oltre a membri del servizio civile e residenti nelle Figi.

## Insegne
- La  medaglia è un tondo di cupro-nickel avente sul diritto il busto della regina Elisabetta II coronato, mentre sul retro si trova lo stemma delle Figi e l'iscrizione "Fiji Independence 1970".
- Il nastro è azzurro con una striscia azzurra-rossa-bianca per parte.

## Insigniti notabili
- Carlo, principe di Galles[senza fonte]